# إي. سكوت فروست
إي. سكوت فروست (بالإنجليزية: E. Scott Frost)‏ هو قاضي ومحامي أمريكي، ولد في 1962 في دنفر سيتي في الولايات المتحدة.